# Lysionotus petelotii
Lysionotus petelotii är en tvåhjärtbladig växtart som beskrevs av François Pellegrin. Lysionotus petelotii ingår i släktet Lysionotus och familjen Gesneriaceae. Inga underarter finns listade i Catalogue of Life.